# Singaparna (plaats)
Singaparna is een bestuurslaag in het regentschap Tasikmalaya van de provincie West-Java, Indonesië. Singaparna telt 8790 inwoners (volkstelling 2010).